# Hôtel Gaillard

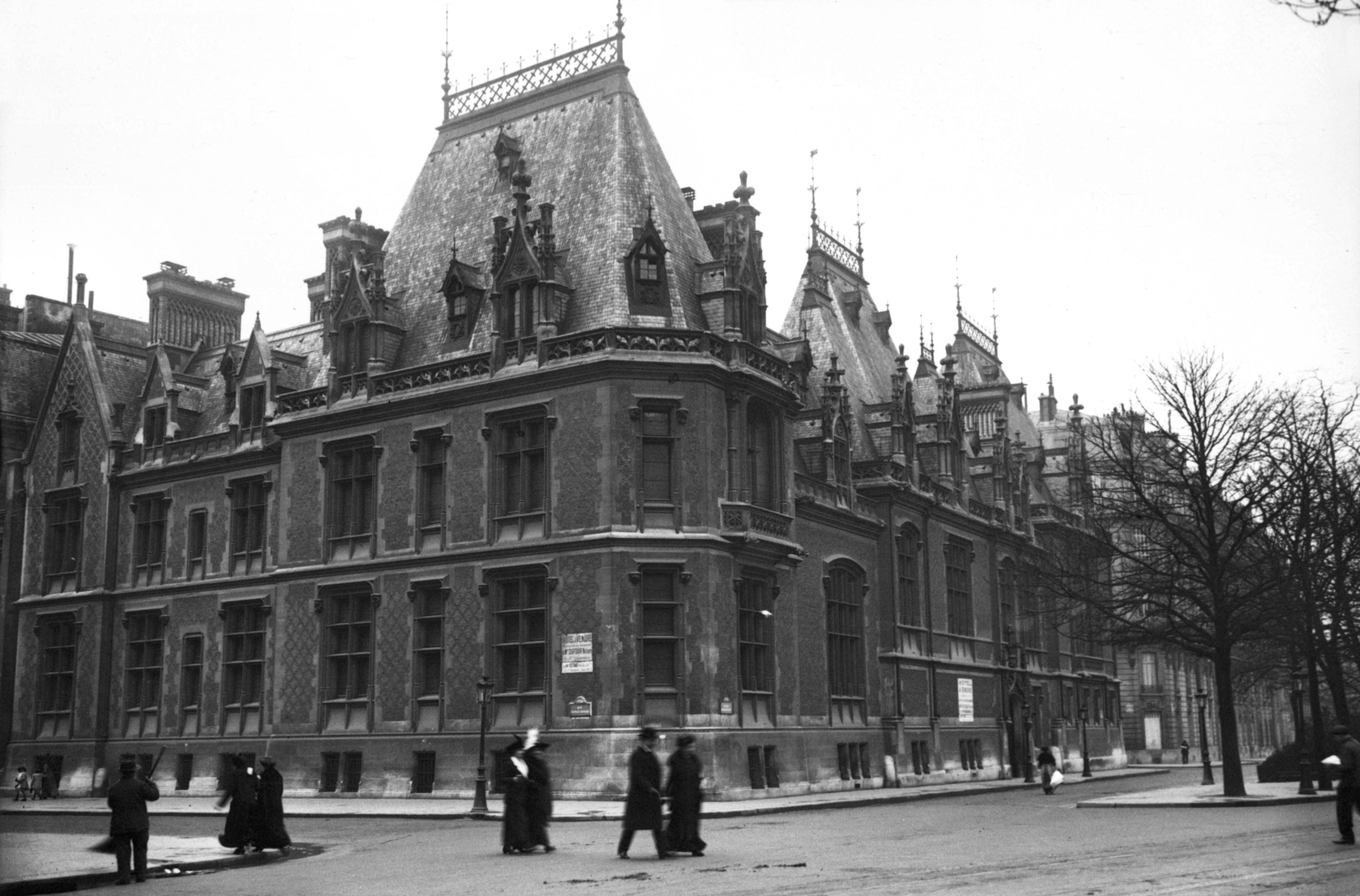
Hôtel Gaillard, 1913

Das Hôtel Gaillard im 17. Arrondissement von Paris steht am Place du Général Catroux Nr. 1. Es  ist ein prunkvolles historistisches Stadtpalais. Es wurde 1878 bis 1884 vom Architekten Jules Février errichtet. Bauherr war Émile Gaillard, Gouverneur der Banque de France. Dieser war auch ein engagierter Kunstsammler mit dem Schwerpunkt Renaissancemalerei, Faiencen und Tapisserien. Entsprechend den Prinzipien des Historismus wählte der Architekt einen „angemessenen“ Stil und orientierte sich am Vorbild des für Ludwig XII. errichteten Renaissanceflügels des Château de Blois. Nachdem Baron Émile Gaillard 1902 verstorben war, wurde seine Kunstsammlung 1904 versteigert. Es gab Überlegungen, das leerstehende Gebäude zum Bürgermeisteramt des Arrondissements zu machen. Im Ersten Weltkrieg diente es als Militärkrankenhaus. Nach dem Krieg erwarb es 1923 die Banque de France und ließ es zur Bankfiliale umgestalten als welche es bis 2006 fungierte.
Seit 1999 steht es als Monument historique unter Denkmalschutz.
Im Jahr 2011 kündigte die Banque de France an, das Gebäude zu einem Museum und Veranstaltungsort neuen Stils, die Cité de l'Economie et de la Monnaie  (Citéco), umzugestalten. Die Citéco wurde im Mai 2019 eröffnet.